# Австралийско-норвежские отношения
Австралийско-норвежские отношения — международные отношения между Австралией и Норвегией.
Обе страны установили дипломатические отношения в 1905 году, после того, как Норвегия получила независимость. Австралия имеет консульство в Осло. Норвегия имеет посольство в Канберре.
В Австралии проживает 30 000 норвежцев, и 1 125 австралийцев, живущих в Норвегии.
Обе страны имеют территориальные претензии в Антарктике и разделяют общую границу при 44 ° 38’E.